# Neokonfucianism
Neokonfucianism var en synkretisk filosofisk skola som växte fram under Norra Songdynastin i Kina även om de tankemässiga rötterna kan spåras tillbaka till Tangdynastin. Den sökte förena den världstillvända konfucianismen med en metafysik inspirerad av buddhism och daoism. Själva begreppet neokonfucianism motsvaras på kinesiska av namnet på två filosofiska skolor, lixue (理学) och xinxue (心学). Den första grundades av Zhu Xi (1130-1200) och den andra är förknippad med den under Mingdynastin verksamme filosofen Wang Yangming (1472–1529). Speciellt Zhu Xis nytolkning av konfucianismen kom att bli den dominerande i Kina under de efterföljande dynastierna och spred sig även till Korea, Vietnam och Japan.